# Jakub Brašeň
Jakub Brašeň (* 2. května 1989, Banská Bystrica, Československo) je slovenský fotbalový záložník, od ledna 2018 bez angažmá. Mimo Slovensko působil na klubové úrovni v Maďarsku.

## Klubová kariéra
Svoji fotbalovou kariéru začal v FK Dukla Banská Bystrica, odkud v zimním přestupovém období sezony 2013/14 přestoupil do DAC 1904 Dunajská Streda. V květnu 2017 v DAC skončil, klub mu neprodloužil smlouvu. Vzápětí v červnu téhož roku podepsal dvouletý kontrakt s maďarským prvoligovým klubem Mezőkövesd-Zsóry SE, který čerstvě vedl slovenský trenér Mikuláš Radványi. V lednu 2018 v maďarském týmu předčasně skončil.